# أبو الحسن الششتري
أبو الحسن الششتري (610 هـ - 668 هـ) شاعر زجال من الأندلس كان من أهل الزهد وصفه لسان الدين ابن الخطيب في الإحاطة بقوله: «عروس الفقراء، وأمير المتجردين، وبركة الأندلس، لابس الخرقة، أبو الحسن. من أهل ششتر، قرية من عمل وادي آش معروفة، وزقاق الشستري معروف بها. وكان مجوداً للقرآن، قائما عليه، عارفاً بمعانيه، من أهل العلم والعمل».

## نسبه ونشأته
هو أبو الحسن علي بن عبد الله النميري الششتري الأندلسي، ولد في ششتر إحدى قرى وادي آش في جنوبي الأندلس سنة ٦١٠هـ‍ تتبع في دراسة علوم الشريعة من القرآن والحديث والفقه والأصول.
ثم زاد الفلسفة وعرف مسالك الصوفية ودار في فلكهم وكان يعرف بعروس الفقهاء وبرع الششتري في فنون النظم المختلفة الشائعة على زمانه من القصيد والموشح والزجل واشتهر شاعراً وشاحاً زجالاً على طريقة القوم وذاع صيته في الشرق والغرب بدأ حياته تاجراً جوالاً وصحب أبا مدين شعيب الصوفي بن سبعين ثم أدى فريضة الحج وسكن القاهرة مدة لقي أصحاب الشاذلي وزار الشام.

## مسيرته
خَلُص بعض الباحثين إلى أن الششتري هذا كان أوَّلَ من استعمل الزَّجل في المعاني الصوفية، كما كان محي الدين بن عربي أوَّلَ من استعمل الموشح في ذلك. وقد أكثر الششتري التَّطواف في البلاد الأندلسية، ورحل إلى المغرب واجتال أقاليمها، حتى ألقى عصى التَّجوال في دمياط من بلاد المشرق ودفن بها. وقد أولعَ المشارقة لهذا العهد بمقاطيع من أزجاله وتغنوا بها في مجالسهم، حتى إن رائعته الشهيرة شويخ من أرض مكناس اشتهرت في أقطار المشرق وتنفَّقت بين المشارقة أكثر من حواضر المغرب.

## مؤلفاته
وهذه قطعةٌ منها كما وردت في إيقاظ الهمم لابن عجيبة وقدم لها بقوله:
’’الشستري كان وزيراً وعالماً وأبوه كان أميراً فلما أراد الدخول في طريق القوم قال له شيخه لا تنال منها شيئاً حتى تبيع متاعك وتلبس قشابة وتأخذ بنديراً وتدخل السوق ففعل جميع ذلك فقال له ما تقول في السوق فقال قل بدأت بذكر الحبيب فدخل السوق يضرب بنديره ويقول: بدأت بذكر الحبيب فبقي ثلاثة أيام وخرقت له الحجب فجعل يغني في الأسواق بعلوم الأذواق ومن كلامه

## وصلات خارجية
- أبو الحسن الششتري على موقع الديوان